# Lijn van de Nederlandse troonopvolging
De lijn van de Nederlandse troonopvolging bepaalt wie bij het overlijden of aftreden van het Nederlandse staatshoofd de volgende koning(in) wordt. In principe gaat het koningschap bij overlijden van de Koning over op zijn wettige nakomelingen, waarbij het oudste kind voorrang heeft. De precieze regels voor de troonopvolging zijn vastgelegd in de Grondwet (artikel 24 tot en met 31). Deze regels betreffen de overgang van de functie van het koningschap en niet de rest van de erfopvolging (overgang van de nalatenschap).

## Huidige lijn
Kort gezegd gaat het koningschap over op de oudste nakomeling van de koning uit een huwelijk dat is goedgekeurd door de Staten-Generaal, dan de volgende nakomeling van de koning, etc., vervolgens de nakomelingen van de ouder van de koning, etc., tot en met de derde graad van bloedverwantschap. Zie onder voor meer details. Volgens deze regels zijn de troonopvolgers op dit moment:
- Koningin Juliana
  -  Prinses Beatrix
    -  Koning Willem-Alexander
      - (1) prinses Catharina-Amalia der Nederlanden, prinses van Oranje, prinses van Oranje-Nassau
      - (2) prinses Alexia der Nederlanden, prinses van Oranje-Nassau
      - (3) prinses Ariane der Nederlanden, prinses van Oranje-Nassau

    - (4) prins Constantijn der Nederlanden, prins van Oranje-Nassau, jonkheer van Amsberg
      - (5) Eloise, gravin van Oranje-Nassau, jonkvrouwe van Amsberg
      - (6) Claus-Casimir, graaf van Oranje-Nassau, jonkheer van Amsberg
      - (7) Leonore, gravin van Oranje-Nassau, jonkvrouwe van Amsberg

  - (8) prinses Margriet der Nederlanden, prinses van Oranje-Nassau, prinses van Lippe-Biesterfeld

| Koningin Juliana        | Koningin Juliana        | Koningin Juliana        | Koningin Juliana        | Koningin Juliana        | Koningin Juliana        |  |  |                    |                    |                    |                    | Prins Bernhard     | Prins Bernhard     | Prins Bernhard  | Prins Bernhard  | Prins Bernhard     | Prins Bernhard     |                    |                    |                    |                    |  |  |             |             |             |             |               |               |               |               |                   |                   |                       |                       |                       |                       |                       |                       |                         |                         |                         |                         |                         |                         |                    |                    |                    |                    |                    |                    |                    |                    |  |  |
| Koningin Juliana        | Koningin Juliana        | Koningin Juliana        | Koningin Juliana        | Koningin Juliana        | Koningin Juliana        |  |  |                    |                    |                    |                    | Prins Bernhard     | Prins Bernhard     | Prins Bernhard  | Prins Bernhard  | Prins Bernhard     | Prins Bernhard     |                    |                    |                    |                    |  |  |             |             |             |             |               |               |               |               |                   |                   |                       |                       |                       |                       |                       |                       |                         |                         |                         |                         |                         |                         |                    |                    |                    |                    |                    |                    |                    |                    |  |  |
|                         |                         |                         |                         |                         |                         |  |  |                    |                    |                    |                    |                    |                    |                 |                 |                    |                    |                    |                    |                    |                    |  |  |             |             |             |             |               |               |               |               |                   |                   |                       |                       |                       |                       |                       |                       |                         |                         |                         |                         |                         |                         |                    |                    |                    |                    |                    |                    |                    |                    |  |  |
|                         |                         |                         |                         |                         |                         |  |  |                    |                    |                    |                    |                    |                    |                 |                 |                    |                    |                    |                    |                    |                    |  |  |             |             |             |             |               |               |               |               |                   |                   |                       |                       |                       |                       |                       |                       |                         |                         |                         |                         |                         |                         |                    |                    |                    |                    |                    |                    |                    |                    |  |  |
| Prinses Beatrix         | Prinses Beatrix         | Prinses Beatrix         | Prinses Beatrix         | Prinses Beatrix         | Prinses Beatrix         |  |  |                    |                    |                    |                    | Prins Claus        | Prins Claus        | Prins Claus     | Prins Claus     | Prins Claus        | Prins Claus        |                    |                    |                    |                    |  |  |             |             |             |             | Prinses Irene | Prinses Irene | Prinses Irene | Prinses Irene | Prinses Irene     | Prinses Irene     |                       |                       |                       |                       | (8) Prinses Margriet  | (8) Prinses Margriet  | (8) Prinses Margriet    | (8) Prinses Margriet    | (8) Prinses Margriet    | (8) Prinses Margriet    |                         |                         |                    |                    | Prinses Christina  | Prinses Christina  | Prinses Christina  | Prinses Christina  | Prinses Christina  | Prinses Christina  |  |  |
| Prinses Beatrix         | Prinses Beatrix         | Prinses Beatrix         | Prinses Beatrix         | Prinses Beatrix         | Prinses Beatrix         |  |  |                    |                    |                    |                    | Prins Claus        | Prins Claus        | Prins Claus     | Prins Claus     | Prins Claus        | Prins Claus        |                    |                    |                    |                    |  |  |             |             |             |             | Prinses Irene | Prinses Irene | Prinses Irene | Prinses Irene | Prinses Irene     | Prinses Irene     |                       |                       |                       |                       | (8) Prinses Margriet  | (8) Prinses Margriet  | (8) Prinses Margriet    | (8) Prinses Margriet    | (8) Prinses Margriet    | (8) Prinses Margriet    |                         |                         |                    |                    | Prinses Christina  | Prinses Christina  | Prinses Christina  | Prinses Christina  | Prinses Christina  | Prinses Christina  |  |  |
|                         |                         |                         |                         |                         |                         |  |  |                    |                    |                    |                    |                    |                    |                 |                 |                    |                    |                    |                    |                    |                    |  |  |             |             |             |             |               |               |               |               |                   |                   |                       |                       |                       |                       |                       |                       |                         |                         |                         |                         |                         |                         |                    |                    |                    |                    |                    |                    |                    |                    |  |  |
|                         |                         |                         |                         |                         |                         |  |  |                    |                    |                    |                    |                    |                    |                 |                 |                    |                    |                    |                    |                    |                    |  |  |             |             |             |             |               |               |               |               |                   |                   |                       |                       |                       |                       |                       |                       |                         |                         |                         |                         |                         |                         |                    |                    |                    |                    |                    |                    |                    |                    |  |  |
| Koning Willem-Alexander | Koning Willem-Alexander | Koning Willem-Alexander | Koning Willem-Alexander | Koning Willem-Alexander | Koning Willem-Alexander |  |  |                    |                    |                    |                    | Koningin Máxima    | Koningin Máxima    | Koningin Máxima | Koningin Máxima | Koningin Máxima    | Koningin Máxima    |                    |                    |                    |                    |  |  | Prins Friso | Prins Friso | Prins Friso | Prins Friso | Prins Friso   | Prins Friso   |               |               |                   |                   | (4) Prins Constantijn | (4) Prins Constantijn | (4) Prins Constantijn | (4) Prins Constantijn | (4) Prins Constantijn | (4) Prins Constantijn |                         |                         |                         |                         |                         |                         | Prinses Laurentien | Prinses Laurentien | Prinses Laurentien | Prinses Laurentien | Prinses Laurentien | Prinses Laurentien |                    |                    |  |  |
| Koning Willem-Alexander | Koning Willem-Alexander | Koning Willem-Alexander | Koning Willem-Alexander | Koning Willem-Alexander | Koning Willem-Alexander |  |  |                    |                    |                    |                    | Koningin Máxima    | Koningin Máxima    | Koningin Máxima | Koningin Máxima | Koningin Máxima    | Koningin Máxima    |                    |                    |                    |                    |  |  | Prins Friso | Prins Friso | Prins Friso | Prins Friso | Prins Friso   | Prins Friso   |               |               |                   |                   | (4) Prins Constantijn | (4) Prins Constantijn | (4) Prins Constantijn | (4) Prins Constantijn | (4) Prins Constantijn | (4) Prins Constantijn |                         |                         |                         |                         |                         |                         | Prinses Laurentien | Prinses Laurentien | Prinses Laurentien | Prinses Laurentien | Prinses Laurentien | Prinses Laurentien |                    |                    |  |  |
|                         |                         |                         |                         |                         |                         |  |  |                    |                    |                    |                    |                    |                    |                 |                 |                    |                    |                    |                    |                    |                    |  |  |             |             |             |             |               |               |               |               |                   |                   |                       |                       |                       |                       |                       |                       |                         |                         |                         |                         |                         |                         |                    |                    |                    |                    |                    |                    |                    |                    |  |  |
|                         |                         |                         |                         |                         |                         |  |  |                    |                    |                    |                    |                    |                    |                 |                 |                    |                    |                    |                    |                    |                    |  |  |             |             |             |             |               |               |               |               |                   |                   |                       |                       |                       |                       |                       |                       |                         |                         |                         |                         |                         |                         |                    |                    |                    |                    |                    |                    |                    |                    |  |  |
| (1) Prinses Amalia      | (1) Prinses Amalia      | (1) Prinses Amalia      | (1) Prinses Amalia      | (1) Prinses Amalia      | (1) Prinses Amalia      |  |  | (2) Prinses Alexia | (2) Prinses Alexia | (2) Prinses Alexia | (2) Prinses Alexia | (2) Prinses Alexia | (2) Prinses Alexia |                 |                 | (3) Prinses Ariane | (3) Prinses Ariane | (3) Prinses Ariane | (3) Prinses Ariane | (3) Prinses Ariane | (3) Prinses Ariane |  |  |             |             |             |             |               |               |               |               | (5) Gravin Eloise | (5) Gravin Eloise | (5) Gravin Eloise     | (5) Gravin Eloise     | (5) Gravin Eloise     | (5) Gravin Eloise     |                       |                       | (6) Graaf Claus-Casimir | (6) Graaf Claus-Casimir | (6) Graaf Claus-Casimir | (6) Graaf Claus-Casimir | (6) Graaf Claus-Casimir | (6) Graaf Claus-Casimir |                    |                    | (7) Gravin Leonore | (7) Gravin Leonore | (7) Gravin Leonore | (7) Gravin Leonore | (7) Gravin Leonore | (7) Gravin Leonore |  |  |

| ■ Vorst(in) ■ In lijn der troonopvolging ■ Voorheen in lijn der troonopvolging ■ Voormalig vorst(in) ■ Overleden voormalig vorst(in) ■ Overleden ■ Overleden; daarvóór reeds uit de lijn der troonopvolging Echtgenoten en kinderen van mensen die niet (meer) in de lijn van troonopvolging voorkomen, zijn niet opgenomen in het overzicht. Tevens zijn de echtgenoot en kinderen van Prinses Margriet niet opgenomen, omdat zij niet in de lijn der troonopvolging voorkomen. |

De regels stellen dat een troonopvolger die trouwt zonder parlementaire toestemming, van de troonopvolging wordt uitgesloten, tezamen met de nakomelingen uit dit huwelijk. Voor de huidige lijn is dit het geval bij prinses Irene. Ook prinses Christina en prins Friso waren om deze reden uitgesloten van troonsopvolging.

## Geschiedenis
Sinds het ontstaan van het Soeverein Vorstendom der Verenigde Nederlanden in 1813 was het mogelijk voor vrouwen om staatshoofd te worden. Dit in tegenstelling tot sommige andere monarchieën uit die tijd, die de opvolgingsregels uit de Salische Wet toepasten, wat inhoudt dat alleen mannelijke nakomelingen het koningschap kunnen erven. Wel kwamen vrouwen alleen in aanmerking als er geen mannen meer waren. De Grondwet van 1814 stelt dat de oudste zoon van de vorst (of zijn zonen) hem opvolgt, en anders de broer van de vorst of zijn zonen. Pas bij een algeheel gebrek aan mannen, wordt de vorst opgevolgd door zijn oudste dochter. De eerste Grondwet van het Verenigd Koninkrijk der Nederlanden van 1815 beschrijft dezelfde regels. In de Grondwet van 1887 werd het "agnatisch-cognatisch" eerstgeboorterecht aangenomen, waardoor het koningschap overgaat op de eerstgeboren zoon en bij gebrek aan zonen op de eerstgeboren dochter.
Toen in 1890 koning Willem III zoonloos stierf, kon als gevolg van deze regels Koningin Wilhelmina haar vader opvolgen als staatshoofd. In Luxemburg, waarvan Willem III groothertog was, was echter nog steeds de Salische Wet van toepassing. Men moest daar teruggaan in de stamboom tot aan een tak van het Huis Nassau die niet in mannelijke lijn was uitgestorven: dit was de Walramse linie en Walrams afstammeling Adolf werd groothertog.
In 1983 werd in Nederland het volledig eerstgeboorterecht ingevoerd, waardoor een eerstgeboren dochter hoger in de troonopvolging komt te staan dan een later geboren zoon. Overigens zou in de praktijk de troonopvolging niet anders zijn verlopen als het volledig eerstgeboorterecht al in 1814 zou zijn ingevoerd. Het oudste (levende) kind van het staatshoofd was namelijk in alle gevallen een man, of een vrouw zonder (levende) broers.

## Regels
Volgens de grondwet wordt het koningschap vervuld door de wettige opvolgers van Koning Willem I. Overigens is er in het Statuut voor het Koninkrijk der Nederlanden sprake van de wettige nakomelingen van Koningin Juliana. Dit is te verklaren uit de tijd van creatie van het Statuut (1954).

### Bloedverwantschap
Anders dan in bijvoorbeeld de lijn van de Britse troonopvolging, die in principe onbeperkt is, is de Nederlandse lijn, voor zover het gaat om mensen die het koningschap direct van de huidige vorst kunnen beërven, beperkt tot drie graden van bloedverwantschap, althans waar het niet zijn nakomelingen betreft. Dit houdt in dat voor een zittende Koning naast zijn eigen nakomelingen ook zijn broer/zussen en hun kinderen in de lijn zitten (maar niet de kinderen van die kinderen), wel zijn ooms/tantes, maar niet hun kinderen, en ten slotte ook niet zijn oudooms/oudtantes. Er is geen beperking in bloedverwantschap voor zijn eigen nakomelingen, dus de achterachterkleinkinderen (vierde graad) van de Koning, en verder, zitten wel in de lijn. Als gevolg van de beperking zijn in de huidige lijn de prinsen Maurits en Bernhard uitgesloten van troonopvolging. Indien echter een Koning wordt opgevolgd door een broer of zuster, dan wel een oom of tante, keren de nakomelingen van deze, voor zover niet eerder nadrukkelijk uitgesloten om andere redenen, terug in de lijn van de troonopvolging.
Deze regel werd in de Grondwetswijziging van 1922 ingevoerd, daarvoor was de troonopvolging in principe onbeperkt. Zo was tot 1922 Juliana de eerste in de lijn van troonopvolging, gevolgd door Willem Ernst van Saksen-Weimar-Eisenach en zijn kinderen op de tweede tot en met zesde plaats. Willem Ernst was de kleinzoon van prinses Sophie, de zus van koning Willem III, en hij en zijn kinderen scheelden vijf respectievelijk zes graden van bloedverwantschap met Wilhelmina. De volgende plaatsen waren voor de echtgenote van koning Frederik VIII van Denemarken, Louise van Zweden (kleindochter van prins Frederik, die de broer was van Willem II) en haar (klein)kinderen. Na 1922 waren deze mensen uitgesloten en was Juliana de enige in de lijn van troonopvolging.
Overigens geldt dat als de Koning afstand doet van de troon, dit onherroepelijk is. Als bijvoorbeeld de Koning overlijdt, maar zijn vader (eerste graad van bloedverwantschap), die afstand gedaan heeft, nog leeft, dan kan de vader niet opnieuw Koning worden.

Voor de troonopvolging wordt het kind waarvan een vrouw zwanger is als reeds geboren aangemerkt. Komt dat kind echter dood ter wereld, dan wordt het geacht nooit te hebben bestaan. Dit is van belang wanneer de Koning overlijdt of afstand doet terwijl zijn enige nakomeling de ongeboren vrucht is. Als gevolg van de bepaling zal uiteindelijk het ongeboren kind Koning worden, tenzij het dood ter wereld komt. Zonder deze bepaling zou de troon overgaan op zijn broer, zus, oom, tante en/of hun nakomelingen.

### Staten-Generaal
In bepaalde gevallen moet het parlement besluiten nemen aangaande het koningschap; in dergelijke gevallen komen de Staten-Generaal in verenigde vergadering (dus Eerste en Tweede Kamer tezamen) bijeen. Waar hieronder over Staten-Generaal wordt gesproken, worden de Staten-Generaal in verenigde vergadering bedoeld.
De Staten-Generaal kunnen met een tweederdemeerderheid besluiten een persoon van erfopvolging uit te sluiten, maar alleen in uitzonderlijke omstandigheden; bovendien moet het voorstel door de regering worden ingediend. Het is niet mogelijk de Koning zelf "af te zetten". Wel kan worden verklaard dat de Koning niet in staat is het koninklijk gezag uit te oefenen, maar dit is gewoonlijk alleen het geval bij ziekte. De ministerraad besluit hiertoe en de Staten-Generaal moeten het daarmee eens zijn.
Verder besluiten de Staten-Generaal (in gewone meerderheid) over instemming met het huwelijk van iemand die de troon kan erven. Als de Koning overlijdt of afstand doet zonder dat er een troonopvolger is, of als het vooruitzicht bestaat dat dat gaat gebeuren, dan kan er bij wet een opvolger benoemd worden. De Kamers worden dan ontbonden, er worden nieuwe verkiezingen gehouden en de nieuw gekozen Staten-Generaal moeten dan met tweederdemeerderheid voor deze wet stemmen. Vervolgens gaat het koningschap over op deze benoemde persoon en zijn nakomelingen. Overigens hebben de Staten-Generaal niet de plicht om een nieuwe Koning te kiezen, ze hebben alleen de plicht om erover te beraadslagen. Het is dus mogelijk dat er géén nieuwe Koning gekozen wordt.

### Regent
Als een Koning jonger is dan achttien jaar (of nog een ongeboren vrucht is, zie onder bloedverwantschap), wordt het koninklijk gezag in zijn plaats uitgeoefend door een regent, die door de Staten-Generaal wordt benoemd. Wie die regent is, vermeldt de Grondwet niet, maar wordt voor elk nieuw staatshoofd in een nieuwe wet geregeld. Zo stelt de Regentschapswet 1981 dat indien toenmalig kroonprins Willem-Alexander voor zijn achttiende verjaardag Koning zou worden, prins Claus als regent op zou treden, met prinses Margriet als vervanger.
Nadat Willem-Alexander Koning werd, werd koningin Máxima benoemd tot regent voor het geval prinses Amalia voor haar achttiende verjaardag Koningin werd, met prins Constantijn als vervanger.
Als er geen persoon is die het koninklijk gezag uitoefent, wordt het koninklijk gezag uitgeoefend door de Raad van State. Dit kan het geval zijn wanneer de koning minderjarig is of wanneer de Koning het gezag tijdelijk heeft neergelegd en er in beide gevallen (nog) geen regent benoemd is. Het kan ook voorkomen dat er geen Koning is. Dit is mogelijk wanneer de Koning overlijdt of aftreedt terwijl er geen opvolger is. Zolang er geen regent of een nieuwe Koning is benoemd, oefent de Raad van State in dat geval het koninklijk gezag uit.

## Data en leeftijden
| Staatshoofd      | Geboortedatum    | Leeftijd | Aantreden        | Aantreden | Aftreden         | Aftreden | Regeringsduur        | Overleden        | Overleden |
| ---------------- | ---------------- | -------- | ---------------- | --------- | ---------------- | -------- | -------------------- | ---------------- | --------- |
| Willem I         | 28 augustus 1772 |          | 16 april 1815    | 42 jaar   | 7 oktober 1840   | 68 jaar  | 25 jaar en 174 dagen | 12 december 1843 | 71 jaar   |
| Willem II        | 6 december 1792  |          | 7 oktober 1840   | 47 jaar   | 17 maart 1849    | 56 jaar  | 8 jaar en 161 dagen  | 17 maart 1849    | 56 jaar   |
| Willem III       | 19 februari 1817 |          | 17 maart 1849    | 32 jaar   | 23 november 1890 | 73 jaar  | 41 jaar en 251 dagen | 23 november 1890 | 73 jaar   |
| Emma (regentes)  | 2 augustus 1858  |          | 8 december 1890  | 32 jaar   | 31 augustus 1898 | 40 jaar  | 7 jaar en 281 dagen  | 20 maart 1934    | 75 jaar   |
| Wilhelmina       | 31 augustus 1880 |          | 31 augustus 1898 | 18 jaar   | 4 september 1948 | 68 jaar  | 50 jaar en 4 dagen   | 28 november 1962 | 82 jaar   |
| Juliana          | 30 april 1909    |          | 4 september 1948 | 39 jaar   | 30 april 1980    | 71 jaar  | 31 jaar en 239 dagen | 20 maart 2004    | 94 jaar   |
| Beatrix          | 31 januari 1938  | 87 jaar  | 30 april 1980    | 42 jaar   | 30 april 2013    | 75 jaar  | 33 jaar en 0 dagen   |                  |           |
| Willem-Alexander | 27 april 1967    | 58 jaar  | 30 april 2013    | 46 jaar   |                  |          | 12 jaar en 61 dagen  |                  |           |